# Mesquita (Unternehmerfamilie)
Die Unternehmerfamilie Mesquita kommt aus São Paulo in Brasilien und ist eine der reichsten Familien und eine der bedeutsamsten Sippen des Landes. Die Großfamilie agiert seit über 100 Jahren im Zeitungs- und Medienbereich Brasiliens. Der Clan besitzt eine der auflagenstärksten Zeitungen des Landes, den O Estado de S. Paulo, und beteiligte sich auch aktiv am brasilianischen politischen Leben während des 20. Jahrhunderts. Der Name Mesquita ist eng mit der Geschichte der brasilianischen Presse verbunden, seit dem späten 19. Jahrhundert, vor allem mit Júlio César de Mesquita, der 1902 die Zeitung O Estado de S. Paulo erwarb. Die Gründer und Nachfahren werden in Brasilien bis heute als konservativ beschrieben, bis an die Grenze zum Vorurteil gehend. Außerdem wird ihnen eine zweifelsfreie Dignität zugeschrieben, ob es sich um Belange ihrer eigenen Journalisten oder um den Journalismus generell handelt.

## Geschichte der Familie Mesquita

### Júlio César Ferreira de Mesquita
Júlio César Ferreira de Mesquita wurde am 18. August 1862 in Campinas geboren. Er wurde zunächst auf eine Schule in Portugal, dem Land seiner Eltern, geschickt und kam anschließend auf das Gymnasium in Campinas, graduierte im Jahr 1883 an der rechtswissenschaftlichen Fakultät der Universität von São Paulo. Noch während des Studiums begann er 1881 eine Tätigkeit als Redakteur der Zeitung A República, damals das Organ des republikanischen Club Academic, neben bekannten Persönlichkeiten wie Pedro Lessa, Pinheiro Machado, Augusto de Lima und anderen. Im Jahre 1884 begann Júlio de Mesquita sich in Campinas als Anwalt zu betätigen, kehrte aber bald danach zum Journalismus zurück. Er begann für die Zeitungen Gazeta de Campinas, später bei der Provincia de São Paulo zu arbeiten und wurde 1888 zunächst dessen Direktor. Nach der Namensumbenennung 1890 wurde Júlio de Mesquita 1902 alleiniger Eigentümer des O Estado de S. Paulo und gründete damit ein bis heute weitreichendes Familienimperium.
Nach der Ausrufung der Republik in Brasilien änderte sich der Name der Provincia de São Paulo in O Estado de S. Paulo, was sinngemäß, aufgrund der oppositionellen Einstellung von Júlio de Mesquita, deutsch mit ‚Der Status oder Zustand von S. Paulo‘ übersetzt werden kann, obwohl damit eigentlich‚ der Staat oder das Staatsgebilde von S. Paulo‘ gemeint war. Im selben Jahr wurde Mesquita Sekretär der provisorischen Regierung von São Paulo, unter dem Vorsitz von Prudente de Morais. Er hielt auch andere politische Ämter inne, wie als Bürgermeister von Campinas, Kongressabgeordneter und Senator des Staates Brasiliens. Sein Hauptinteresse galt jedoch dem Zeitungswesen. Mit dem O Estado de S. Paulo gab es damals eine wirkliche sozialdemokratisch gesinnte Opposition. Júlio de Mesquita hatte die Zeitung bis zu seinem Tod am 15. März 1927 in São Paulo geleitet. Er half anfangs auch bei der Gründung des Magazins Revista do Brasil von 1916 bis 1925. Júlio de Mesquita war mit Lucila de Cerqueira César verheiratet und hatte mit ihr zwölf Kinder: Ester, Rachel, Rute, Maria, Júlio, Francisco, Sara, Judite, Lia, José, Suzana e Alfredo Mesquita.

### Júlio de Mesquita Filho
Sein Nachfolger wurde Júlio de Mesquita Filho, geboren in São Paulo am 14. Februar 1892. Er studierte zunächst in Brasilien, später in Portugal, Frankreich und der Schweiz. Noch sehr jung begann er sich dem Journalismus zuzuwenden. Er gründete in São Paulo das Jornal da Tarde, auch O Estadinho genannt (ein Diminutiv des Wortes Estado), eine Zeitung, die ab 1915 vertrieben wurde. Zwei Jahre später begann er das Studium der Rechtswissenschaften und war einer der Gründer der Liga der Nationalisten, die von Olavo Bilac beeinflusst war.
Júlio de Mesquita Filho widersetzte sich der Politik des damaligen Staatspräsidenten Getúlio Vargas und wurde deshalb zwischen 1933 und 1939 ins Exil geschickt. Während des Estado Novo wurde seine Zeitung enteignet und kam erst wieder im Jahr 1945 in die Hände der Unternehmerfamilie Mesquita zurück. Er half bei der Gründung der Universidade Estadual Paulista (UNESP) und war Mitglied (Sitz 28) der Academia Paulista de Letras und dem Instituto Histórico e Geográfico de São Paulo (Institut für Geschichte und Geographie von São Paulo).
Als Essayist und Kritiker der politischen Ordnung Brasilien schrieb er unter anderem Werke wie A crise nacional, Reflexões em torno de uma data (1924), Ensaios sul-americanos (1946), A Europa que eu vi (1953) und Memórias de um revolucionário (1954). Er starb am 12. Juli 1969 in São Paulo und vererbte seinem Sohn die Geschäftsführung des Verlages.

### Júlio de Mesquita Neto
Júlio de Mesquita Neto wurde am 11. Dezember 1922 in São Paulo geboren. Er studierte wie sein Großvater und Vater Rechtswissenschaften und Philosophie an der Universität von São Paulo (USP) und begann ebenso wie seine Vorfahren Karriere im Journalismus unter der Anleitung seines Vaters zu machen. Von 1970 bis 1971 war er Vorsitzender der Kommission für Freiheit der Inter American Press Association (IAPA). Er gründete und war erster Präsident der Lateinamerikanischen Agentur für Information, Agencia Latinoamericana de Informacion (ALAI). Als Direktor des O Estado de S. Paulo wurde Júlio de Mesquita Neto berühmt, weil er als kompromissloser Kämpfer gegen die Zensur galt, damals verhängt durch die Militärregierung. Er starb am 5. Juni 1996. Sein Sohn Júlio Ferreira César de Mesquita, geboren 1951, wurde dann der Chefredakteur des O Estado de S. Paulo.
Die beiden anderen Söhne von Júlio César Ferreira de Mesquita Filho widmeten sich ebenfalls dem Journalismus. Ruy de Mesquita, in São Paulo am 16. April 1925 geboren, studierte Rechtswissenschaften und Philosophie und leitete seit 1953 die internationale Sektion des O Estado de S. Paulo. Im Januar 1966 übernahm er die Leitung des Jornal da Tarde und im August 1970 wurde er Leiter der Sportredaktion. Er starb am 21. Mai 2013. Luís Carlos Mesquita leitete verschiedene Bereiche innerhalb des inzwischen umfangreich gewordenen Familienunternehmens und starb im August 1970 sehr früh im Alter von 40 Jahren.